# Gockler Lajos (pedagógus)
Gockler Lajos (Temesvár, 1864. szeptember 20. – Nagykanizsa, 1945. december 2.) községi tanító, szakíró, biológus.

## Életútja
Gockler Mátyás és Horváth Berta fia. A tanító-képességi vizsgálatot 1883-ban Aradon tette le és ekkor Aninára az osztrák-magyar államvasút-társaság kegyúri népiskolájához nyert meghivást. 1888-ban a nagybecskereki községi népiskolához, 1889-ben ugyanott az alsó fokú ipariskolában választották meg. 1892-ben polgári iskolai képesítő vizsgálatot tett. 1893-ban a Torontál (politikai napilap) szerkesztőségében nyert alkalmazást és átvette a Torontálmegyei Tanügy szerkesztését. Évről-évre nagyobb tanulmányutakat tett, bejárta hazánkat, Ausztriát, két ízben egész Németországot és Svájcot; utazott felső Olaszországban, Franciaországban, Szerbiában, Bulgáriában és Törökországban. Halálát középfül-genyedés okozta. Felesége Moór Lenke volt.
Írói munkásságát 1883-ban kezdte mint az Oravitzaer Wochenblatt és Reschitzaer Zeitung munkatársa; később a Dettaer Zeitungnak volt munkatársa, majd a Torontál, Gross-Becskereker Wochenblatt és a Südungarische Grenzbote számára irt. Nagyobb tevékenységet a pedagógiai irodalomban fejtett ki mint a Magyar Paedagogiai Szemle és a Tanítók Szava belső munkatársa, valamint a Népiskola-Volksschule, Ungarischer Schulfreund, Népnevelők Lapja, Tanügy és Néptanoda dolgozótársa. Számos hírlapi cikkein kívül, melyek nagyobbrészt névtelenűl, vagy G., g. és Márkus aláirással jelentek meg, irt kisebb elbeszéléseket, útleirásokat, de főleg paedagogiai értekezéseket, melyek közül figyelmet keltett: A tanítók fizetése a multban és jelenben c., melyet a legtöbb tanügyi lap átvett (igy a pozsonyi Kalauz 1893.) Több cikke van a Magyar Paedagogiai Szemlében (1890. Népoktatási reformtörekvések, A tanítók szolgálati szabályzata.) Programmértekezése a nagybecskereki községi népiskola Értesítőjében (1891. A pályaválasztás, német szöveggel is), a Tanító-egylet Évkönyvében (Temesvár, 1891. A nagybecskereki tanító-egylet története.) Ezeken kívül számos paedagogiai és ismeretterjesztő népszerű előadást tartott a tanítói és közművelődési egyesületek gyűlésein.

## Fontosabb művei
- La pédagogie de Herbart (Paris, 1905)
- A jellemnevelés módjai és eszközei (Budapest, 1921)
- Átöröklés és nevelés (Budapest, 1928)
- Die Grundfragen der Erziehung in biologischer Bedeutung (Halle, 1935)